# Echarlens
Echarlens är en ort och kommun i distriktet Gruyère i kantonen Fribourg, Schweiz. Kommunen hade 841 invånare (2023).